# Andici
Andici – wieś w Rumunii, w okręgu Kluż, w gminie Ceanu Mare. W 2011 roku pozostawała niezamieszkana.